# Suzuki J
Suzuki J — серия полностью алюминиевых рядных четырёхцилиндровых бензиновых двигателей внутреннего сгорания японской компании Suzuki, представленных в феврале 1996 года. Их рабочий объём варьируется от 1,8 до 2,4 литра. Двигатели оснащены клапанным механизмом OHC и изменяемыми фазами газораспределения. В целях снижения затрат на разработку двигатели имеют значительную общность деталей и конструкции с двигателями семейства H V6: алюминиевый блок и чугунная втулочная конструкция, а также цепной привод клапанного механизма.

## J18A
Suzuki J18A — 1,8-литровый (1839 см3) рядный четырёхцилиндровый атмосферный бензиновый двигатель серии J. Он развивает мощность 99 кВт (133 л. с.) при 6500 об/мин и крутящий момент 157 Н⋅м при 3000 об/мин в японских спецификациях, 89 кВт (119 л. с.) и 152 Н⋅м в европейской комплектации.
Двигатель Suzuki J18A оснащён алюминиевым блоком цилиндров и головкой блока цилиндров с клапанным механизмом OHC и четырьмя клапанами на цилиндр (всего 16). Диаметр цилиндра и ход поршня составляют 84 × 83 мм, а степень сжатия — 9,8:1. Впервые двигатель был представлен в феврале 1996 года на Crescent Wagon.
Двигатель Suzuki J18A оснащён многоточечным впрыском топлива и электронной системой зажигания. Масса двигателя составляет 85 кг.
Применения:
- Suzuki Cultus Crescent/Baleno/Esteem (1996—2002)
- Suzuki Sidekick (1996—1998, только в Северной Америке)

## J20
Рабочий объём двигателя J20 составляет 2,0 л (1995 см3), диаметр цилиндра и ход поршня — 84 мм × 90 мм, а степень сжатия — 9,7:1. Он имеет клапанный механизм OHC и многоточечный впрыск топлива, но не имеет изменяемых фаз газораспределения. Двигатель развивает мощность 96 кВт (128 л. с.) при 6000 об/мин и крутящий момент 182 Н⋅м при 3000 об/мин.
Применение:
- Suzuki Vitara (1998—2005)

## J20A
Suzuki J20A — 2,0-литровый (1995 см3) рядный четырёхцилиндровый атмосферный бензиновый двигатель с диаметром цилиндра и ходом поршня 84 × 90 мм. Он оснащён алюминиевыми блоком цилиндров и его головкой с клапанным механизмом OHC и четырьмя клапанами на цилиндр. Степень сжатия составляет 9,7:1. Двигатель развивает мощность 96—105 кВт (128—141 л. с.) и крутящий момент 182—186 Н⋅м в зависимости от модели и варианта.
Двигатель Suzuki J20A оснащён многоточечным впрыском топлива, системой изменения фаз газораспределения на стороне впуска, электронной системой управления дроссельной заслонкой и электронной системой зажигания с индивидуальной катушкой зажигания для каждой свечи зажигания. Версия с турбонаддувом мощностью 235 кВт (320 л. с.) при 4000—5000 об/мин и крутящим моментом 637 Н⋅м при 3000 об/мин разработана для SX4 WRC.
Применения:
- Suzuki Grand Vitara (2005—2012)
- Suzuki Aerio (2001—2004)
- Suzuki SX4 (2006—2009)
- Suzuki Vitara (2001—2005)

## J20B
Suzuki J20B — 2,0-литровый (1995 см3) рядный четырёхцилиндровый атмосферный бензиновый двигатель серии J. Он развивает мощность 107—110 кВт (143—148 л. с.) и крутящий момент 190 Н⋅м.
Применение:
- Suzuki SX4 (2010—2014)[8]

## J23
Suzuki J23 — 2,3-литровый (2290 см3) рядный четырёхцилиндровый атмосферный бензиновый двигатель серии J. Он развивает мощность 116 кВт (155 л. с.) и крутящий момент 206 Н·м. Применялся только в Suzuki Aerio на североамериканском рынке.
Диаметр цилиндра и ход поршня составляют 90 мм. Двигатель имел клапанный механизм OHC и многоточечный впрыск топлива. Степень сжатия составляет 9,7:1.
Применение:
- Suzuki Aerio (2004—2007)

## J24B
Suzuki J24B — 2,4-литровый (2393 см3) рядный четырёхцилиндровый атмосферный бензиновый двигатель серии J. Это последняя итерация двигателей Suzuki J. Мощность составляет 122 кВт (164 л. с.) при 6000 об/мин, а крутящий момент — 225 Н·м при 4000 об/мин при установке на Grand Vitara/Escudo. В Kizashi мощность J24B увеличена до 131 кВт (176 л. с.) при 6000 об/мин или 138 кВт (185 л. с.) при 6500 об/мин, а крутящий момент — до 230 Н·м при 4000 об/мин (более низкие показатели относятся к моделям на европейском рынке).
Диаметр цилиндра и ход поршня составляют 92 × 90 мм, а степень сжатия — 10,0:1.
Применения:
- Suzuki Kizashi (2009—2016)[11]
- Suzuki Grand Vitara (июнь 2008—2019)[12]